# Dodecatheon frencbii
Dodecatheon frencbii là một loài thực vật có hoa trong họ Anh thảo. Loài này được (Vasey ex S.Watson & Coult.) Rydb. mô tả khoa học đầu tiên năm 1932.